# Ko Ki-gu
Ko Ki-gu ((고기구?, 高基衢?); 31 luglio 1980) è un ex calciatore sudcoreano, di ruolo attaccante.